# Lasioglossum epipygiale
Lasioglossum epipygiale là một loài Hymenoptera trong họ Halictidae. Loài này được Blüthgen mô tả khoa học năm 1924.